# Кривоконова, Наталья Михайловна
Ната́лья Миха́йловна Кривоко́нова (1928—2017) — советский и российский учитель, директор Корсаковской средней школы №4 Сахалинской области (1963—1985). Заслуженный учитель школы РСФСР (1971).

## Биография
Родилась 20 октября 1928 года в селе Криничное Новокалитвянского района Центрально-Чернозёмной области РСФСР (ныне — в Россошанском районе Воронежской области России). В 1952 году по окончании Воронежского государственного университета по путёвке Министерства просвещения РСФСР направлена в Корсаков Сахалинской области, с которым связала всю дальнейшую жизнь. Трудовую деятельность начала в вечерней школе учителем истории, но вскоре была переведена в семилетнюю школу №4, где затем работала заместителем директора по учебно-воспитательной работе. С 1963 по 1985 год — директор средней школы № 4. Затем и до выхода на пенсию — учитель истории и обществоведения, вела допрофессиональную подготовку по специальности «основы юридических знаний».
Принимала активное участие в общественной жизни города и района, избиралась депутатом Корсаковского городского Совета депутатов трудящихся четырёх созывов. Являлась председателем депутатской комиссии по народному образованию.
Скончалась 10 июня 2017 года в Корсакове.

## Почётные звания и награды
- почётное звание «Заслуженный учитель школы РСФСР» (14.10.1971)[1].
- звание «Почётный гражданин города Корсакова» (2001)
- юбилейная медаль «За доблестный труд. В ознаменование 100-летия со дня рождения Владимира Ильича Ленина»[2]
- медаль «Ветеран труда»
- отличник народного просвещения РСФСР